# Ramal ferroviario Bolívar-Recalde-General La Madrid-Pringles
El Ramal Bolívar - Recalde - General La Madrid - Pringles pertenece al Ferrocarril General Roca, Argentina.

## Ubicación
Se halla en la provincia de Buenos Aires, en los partidos de Bolívar, Olavarría, General La Madrid y Coronel Pringles.

## Características
Es un ramal secundario de la red del Ferrocarril General Roca. Tiene una extensión de 201 km entre San Carlos de Bolívar y Coronel Pringles.
El trayecto entre Recalde y Pringles se encuentra clausurado desde 1977.

## Servicios
No presta servicios de pasajeros.
Está concesionado a la empresa FerroExpreso Pampeano para transporte de cargas, en el trayecto entre Bolívar y Recalde.